# Alfonso Caycedo Lozano
Alfonso Caycedo Lozano (Bogotà, 19 de novembre de 1932-Premià de Mar, 11 de setembre de 2017) va ser un neuròleg i psiquiatre colombià, creador de la sofrologia.

## Biografia
Després d'acabar els seus estudis bàsics, va viatjar a Espanya, on va cursar estudis de medicina i cirurgia amb especialització en Neurologia i psiquiatria en la Universitat de Madrid, on a l'octubre de 1960 i en qualitat de metge intern de l'hospital Provincial de Madrid, sota la direcció del professor López-Ibor, estableix les bases de la Sofrologia i funda el primer departament de Sofrologia clínica.
En 1964 viatja a Orient, específicament a la l'Índia i el Tibet, on roman dos anys estudiant les formes de meditació que produïssin modificacions en els estats de consciència i que poguessin servir com a teràpia en psiquiatria.
En 1967 és nomenat professor de psiquiatria de l'Escola Professional de Psiquiatria a l'Hospital Clínic de Barcelona i el 1970 va presidir el Primer Congrés Mundial de Sofrologia a Barcelona.
En 1977 funda la branca no mèdica de la sofrologia que denomina "Sofrologia sociològica", establint-la com a professió, la qual cosa li causa rebuig i crítiques per alguns metges que s'aparten de la seva concepció.
De 1982 a 1988, Caycedo va desenvolupar la Sofrologia a Bogotà. Es va presentar l'any 1985 a l'Hospital Pitié-Salpêtrière de l'amfiteatre de Charcot. Des de 1988 fins a la seva mort, Caycedo va continuar desenvolupant el seu mètode de sofrologia a Andorra. El 1989, va crear el nou nivell de Màster en Sofrologia Caycediana i va fundar la Universitat Internacional de Sofrologia Caycediana (Sophrocay International). L'any 2005 es va crear un centre de sofrologia a Ginebra i Londres per portar la sofrologia al món de parla anglesa.